# ساوول
ساوول برپایهٔ مزدیسنا نام سومین دیو از دیوهای کماله و آفریدهٔ اهریمن است. او دشمن شهریورِ امشاسپند است.
وی هر جا که پا می‌گذارد آشوب بپا می‌کند و دیو گسترش پادشاهی بد، ستم و بیداد است.

## واژه‌شناسی
ساوول در پهلوی sāwul و در اوستا (𐬯𐬀𐬎𐬭𐬎𐬎𐬀)saurva و به معنای احتمالی تیرافکن می‌باشد.